# Ahmad Wais
Ahmad Badreddin Wais (arab. ‏أحمد بدر الدين وايس‎, ur. 15 stycznia 1991 w Aleppo) – syryjski kolarz szosowy. Olimpijczyk (2020).
Kolarskie treningi rozpoczął w wieku 14 lat. W 2014 uciekł z Syrii przed trwającą tam wojną domową. Początkowo trafił do Turcji, gdzie przebywała już jego rodzina, a następnie do Szwajcarii, gdzie po kilku miesiącach otrzymał azyl i zamieszkał na stałe.
W swojej karierze kilkukrotnie uczestniczył w mistrzostwach świata. Znalazł się w składzie olimpijskiej reprezentacji uchodźców na Letnie Igrzyska Olimpijskie 2020 – został zgłoszony do udziału w jeździe indywidualnej na czas, zajmując ostatnią, 38. lokatę.

## Rankingi
| Rok           | 2019  | 2020 | 2021  | 2022 | 2023  |
| ------------- | ----- | ---- | ----- | ---- | ----- |
| World Ranking | 2305. | -    | 1793. | -    | 2623. |
| UCI Asia Tour | 225.  | -    | 117.  | -    | -     |
|               |       |      |       |      |       |
| Źródło: UCI   |       |      |       |      |       |